# Asian Development Tour 2010
Het eerste golfseizoen van de Asian Development Tour was 2010. Er stonden vijf golftoernooien op de kalender.
De Order of Merit van dit seizoen werd gewonnen door de Maleisiër S. Siva Chandhran.

## Kalender
| Einddatum    | Toernooi                             | Land      | Winnaar             | Prijzengeld            |
| ------------ | ------------------------------------ | --------- | ------------------- | ---------------------- |
| 31 januari   | Air Bagan Myanmar Masters            | Myanmar   | Gavin Flint         | US$ 75.000             |
| 18 juli      | Negeri Sembilan Masters Invitational | Maleisië  | S. Siva Chandhran   | RM 500.000 US$ 156.000 |
| 29 augustus  | Ballantine's Taiwan Championship     | Taiwan    | Lin Wen-tang        | US$ 90.000             |
| 24 september | Kariza Classic                       | Indonesië | Thanyakon Khrongpha | US$ 60.000             |
| 6 november   | Bali Open                            | Indonesië | Juvic Pagunsan      | US$ 60.000             |

2010 · 2011 · 2012 · 2013 · 2014